# Калугерица (квартал на Каспичан)
Вижте пояснителната страница за други значения на Калугерица.
„Калугерица“ е квартал на град Каспичан, бивше село.
Разположен е в подножието на Мадарското плато (част от Провадийското плато). Отстои на 1,1 километра югозападно от основната част на града. На 2 км югозападно от квартала е историко-археологическият резерват „Мадара“.

## История
Местността, в която се намира Калугерица, е богата на археологически обекти. В непосредствена близост до селото, край пътя Шумен – Каспичан, през 1932 – 1933 г. са открити стари могилни гробове Те са датирани към IV-V век пр.н.е. В местността „Кирика“ са открити останки на раннохристиянска църква, върху която през Средновековието има манастир.
През 1930 г. железопътният работник Енчо Рачев открива в нивата си редица артефакти, сред които колона с надпис. На тази колона е изписано името на хан Омуртаг и от нея става ясно, че е създадена в памет на негов велможа. Понастоящем колоната се намира в музея под Мадарския конник. Интересен е скалният надпис от средата на XIV в., който гласи: „Аз Яно златар. Аз Яно ковач писах: През месец април бе завален пътят, но с железен клин и с железна длъбна разбих."
Няма точни данни кога е възникнало сегашното селище. За приблизителната епоха може да се съди от средновековните гробища до селото, които привличат вниманието с огромните си каменни кръстове, които са уникални за България. Датирани са от ХІІІ до ХVІ век. Кръст от тях е поставен на гроба на археолога Карел Шкорпил, който се намира в Плиска, друг има пред музея под Мадарския конник, трети е във вътрешността на мемориалния комплекс „Създатели на българската държава“ над Шумен. Други косвени доказателства за старобългарския произход на жителите на Калугерица са изследванията на българския учен в областта на езикознанието и етнографията Любомир Милетич за населението в Североизточна България, систематизирани през 1902 г. в книгата му „Старото българско население в Североизточна България“. Според него Калугерица принадлежи към т.нар. Съртове или Съртски села (Кюлевча, Църковна, Марковец, Равна, Кривна, Могила, Каспичан, Калугерица, Неново, Янево, Невша и др.), където старото българско крайдунавско население най-добре е запазило наречията и носиите си.
Първите писмени сведения за Калугерица се откриват във фрагмент от турски войнушки регистър от 1548 г., според който в селото има 5 войнуци. Името на селото се среща в изложението на дубровнишкия търговец Павел Джорджич от 10 януари 1595 г. до трансилванския княз Сигизмунд Батори във връзка с подготовката на Първото търновско въстание (1598). В него той изрежда населени места с чисто българско население, на които може да се разчита при бъдещето въстание, между които е село Калугерица и съседни нему села, така че географски лесно се доказва, че става въпрос за същото село. Дубровнишкият учен Руджер Бошкович през 1762 г., преминавайки по пътя Шумен – Нови пазар, споменава село Буланлък (сегашна Мътница – квартал на Шумен) и казва още, че отдясно са видели село Калугерица. Селото е посочено под името Kaligerosa на картата на von C. C. Reichard от 1821 г.
Село Калугерица е присъединено към град Каспичан с Указ 202 на Държавния съвет на НРБ от 23.02.1976 г.

## Скални гробници
Над Калугерица се намира местността Кирека, в чиито варовикови скали над бившия пионерски лагер има добре запазена гробница. Тя е изследвана за първи път от Карел Шкорпил през 1887 г., който я описва доста точно и систематично. Представлява издълбана в скалата стая с правоъгълна форма, дълга 3,4 м, широка 2,8 м и висока 2,2 метра. Отвън има обикновена, а отвътре – двойна рамка за врата, както и вдлъбнатини за опора и закрепване на вратите. Вътре са издълбани 2 гробни корита, на чиято предна страна има 2 процепа, които най-вероятно са били предназначени за изтичане и събиране на миро. Прави впечатление прецизната изработка на помещението и на всички детайли в него – на гробните корита, входната врата на гробницата, както и на кръстовете, които са вече почти изличени. От външната страна на горния ляв ъгъл на гробницата е издялан флорален кръст.
Наблизо, в отсрещен ъгъл на скалата, има издълбана външна открита гробница. Направлението на ложето е същото като в закритата гробница. От изсечените жлебове и места за железни скоби се съди, че на времето гробът най-вероятно е бил затворен с вертикална плоча. В скалата над гроба има изсечена плоскост за надпис. В подножието на скалите, близко до гробницата, има издълбано каменно корито, което според Шкорпил е било използвано за шарпана (изкуствено издълбана вдлъбнатина за изстискване на грозде) от древните обитатели на местността.
На 2 места в Калугерските скали преминават издълбани в скалите пътеки. Едната изкачва платото на юг от селото, а другата, наричана Козя пътека, върви на изток от местността Кирека покрай каменни стълбове, наричани на времето Чифт баджа, а някой е осъвременил името им на Подводницата, и по изсечени каменни стъпала си проправя път по скалата.
През 1934 г. в местността провежда разкопки унгарският историк Геза Фехер. През 1989 г. проучванията са възобновени под ръководството на Т. Балабанов и продължават до 1991 г. Те дават представа за етапите на строителство и живот на това място. През 5 – 7 век там е възникнала двукорабна базилика с апсида. Върху нея е съществувала за кратък период квадратна каменна постройка, предхождаща правоъгълната култова постройка, преустроена след средата на ІХ век на християнска църква. В края на ІХ или началото на Х век около нея възниква манастирски комплекс с верижни помещения, а към средата на ХІ век всичко е разрушено и на това място възниква некропол.
През второто десетилетие на ХХІ век са продължени археологически проучвания на манастирския комплекс, при които са открити редица находки, сред които място за съхраняване на свети мощи и оловен печат. По думите на научния ръководител на обекта Георги Майсторски, печатът принадлежи на длъжностно лице на име Леон, който е висш византийски служител. Според него времето, към което принадлежи печатът, не може да бъде конкретизирано, но най-вероятно е от края на X век.

## Куртева пещера
Намира се на 2 км югоизточно от селото, на югоизток от прохода, водещ през скалите за Мадарското плато. От каптажа, снабдявал с вода детския лагер в м. Кирека, се тръгва по добре очертана пътека към скалите. Основният вход се намира на 25 м от основата на скалите, като до него води издълбана в скалите пътека.
Пещерата, представлява малък комплекс от няколко ниши, свързани помежду си, 2 пещери от които са допълнително обработени. Непосредствено след входа вдясно се намира малка ниша с равен под и добре изгладени стени, за която се твърди, че е била използвана за църква. Имало е множество стенописи, впоследствие унищожени. Вдясно на нишата през тесен отвор се влиза в останалата част от комплекса – тераса и няколко ниши, които имат излаз на скалния венец. За този отвор се носят легенди, че който успее да мине през него, му се опрощават греховете.

## Население
В османски регистри от XVII век, съставени във връзка със събирането на ежегодния годишен данък джизие, присъства село Калугерица, Новопазарска кааза, като през 1620 – 1622 г. в селото е имало 64 немюсюлмански домакинства, които до 1635 г. нарастват до 84, а след това намаляват.
Преди Руско-турските войни от края на ХVІІІ и началото на ХІХ век селото е имало около 300 къщи. Честите военни действия се отразяват отрицателно върху броя на населението в Калугерица. Според предварителни проучвания на руски военни лица през 1827 г. в Калугерица къщите са вече намалели на 60. По време на войната от 1828 г. жителите се разбягват. Селището е изгорено до основи. Част от жителите се скриват в горите, докато свърши войната, а някои от бежанците се отправят към Балкана и Луда Камчия.
По време на Кримската война от 1853 – 1856 г. част от жителите емигрират временно в село Баба Тонка (Поповска община), където прекарват годините на войната. Междувременно селото отново е опожарено. През 1876 – 1877 г. почти всички жители бягат в Шумен и се връщат след 6 месеца. Този път селото е запазено от останалите на място турци. Преди Освобождението освен българи и турци е имало 3 – 4 къщи на татари и 2 къщи на черкези. През 1877 г. селото е имало 52 къщи.
След Освобождението на България започва преселването на част от българите към съседния град Нови Пазар, а впоследствие и към гара Каспичан. От друга страна идват преселници от село Бабунище (Македония), селата Ръждавица, Кошарево и Лаленци (Трънско).
През 1895 – 1896 г. населението наброява 246 българи и 170 турци, но турците се изселват между Първата и Втората световни войни. В началото на ХХ век населението се изхранва със земеделие, животновъдство и каменарство – имало е каменна кариера в местността Куру-канара на север от Калугерица, непосредствено до железопътната линия, от която все още стои изкопът, запълнен с вода от Мътнишка река (Каналът). През 1927 г. е построено училище.
През 2013 г. жителите на кв. Калугерица са 291 души, от тях 41 деца и младежи под 18 години.

## Религии
Според Карел Шкорпил в края на ХІХ век до старите гробища на Калугерица е имало развалини на малка църква, сред останките на която са били намерени византийски капители.
Преди Освобождението на България идвал от време на време гръцки поп от Нови Пазар. Понякога попът минавал с доста голямо закъснение след погребението, така че често службите се отслужвали доста по-късно. След това наели поп за 5 села. Плащали му по крина жито (представляваща съд, подобен на кофа без дръжка, не е стандартизирана и в различните региони измерва различни количества зърно).
Първоначално правели събор в чест на Свети Кирик. Провеждал се е на Благовещение. Впоследствие го преместват на 11 май – деня за почит на светите братя Кирил и Методий, който е празник на квартала.
В квартала има православен храм "„Св. св. Кирил и Методий".

## Редовни събития
Всяка година през юни в местността Кирека се провежда фолклорният събор „Кирека пее и танцува“.